# Drabescus feraminensis
Drabescus feraminensis är en insektsart som beskrevs av Evans 1972. Drabescus feraminensis ingår i släktet Drabescus och familjen dvärgstritar. Inga underarter finns listade i Catalogue of Life.